# Molokhia

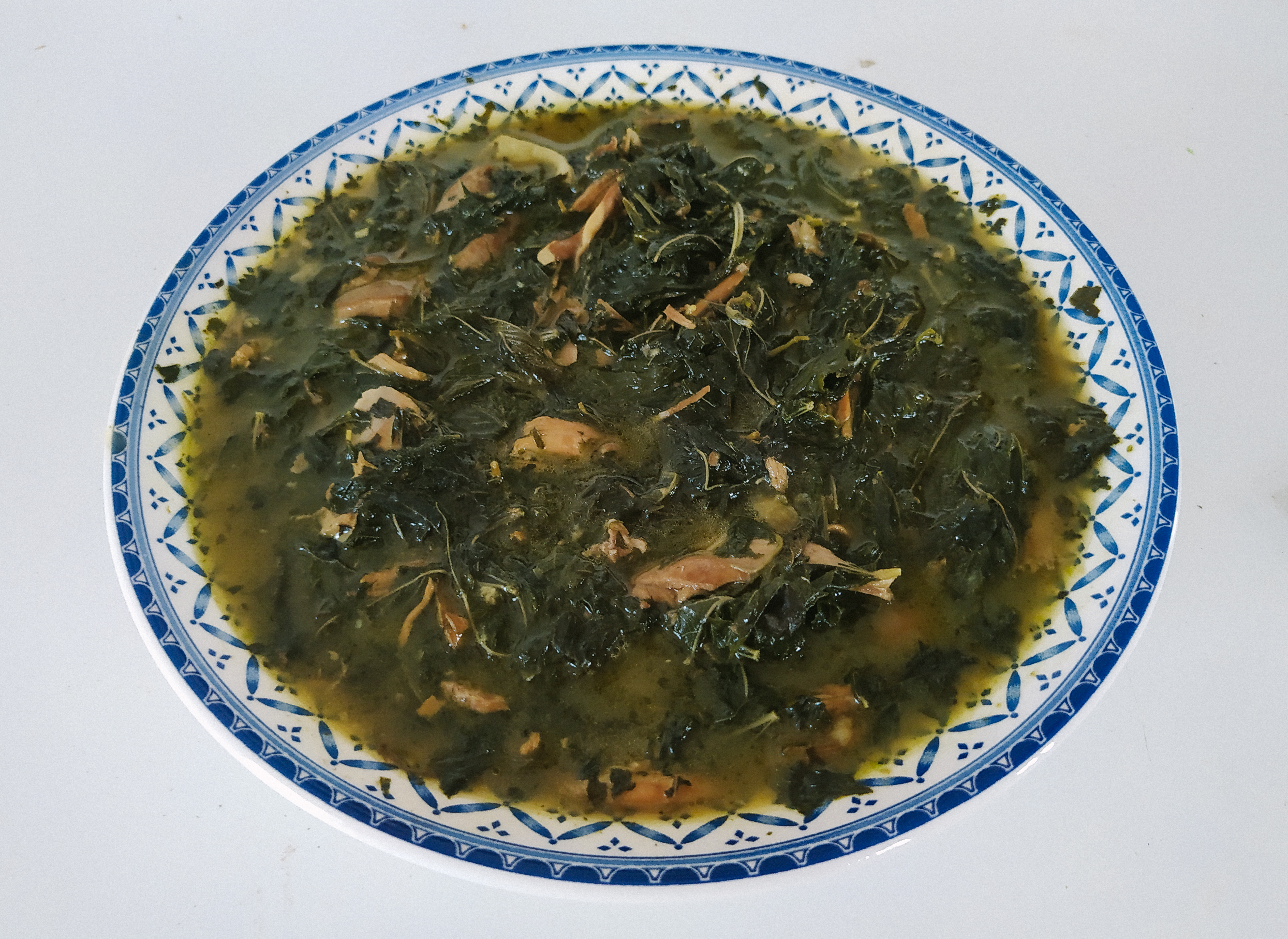
Un piatto di molokhia in stile siriano

La molokhia (in arabo ملوخية‎?, mulūkhiyya) è un piatto ricavato dalle foglie di Corchorus olitorius, lo stesso nome può essere utilizzato anche per riferirsi anche alla pianta stessa.
La molokhia è una pianta abbastanza grande, con fiori gialli, simile alla malva, che produce un piccolo numero di semi. 
È piuttosto amara e non si consuma cruda. Di solito le sue foglie, private dai filamenti, sono usate per preparare una zuppa o uno stufato che portano lo stesso nome locale della pianta. 
Si tratta di un piatto molto noto, normalmente servito con coniglio, tacchino affumicato o pollo. Nella cucina egiziana, il pollo è bollito e condito con cardamomo e pepe nero. Alla carne e al brodo viene aggiunto il composto vegetale, che ha una consistenza marcatamente mucillaginosa.
La molokhia può anche essere essiccata, per essere impiegata al bisogno in un momento successivo.

## Storia e origini
La maggior parte degli studiosi ritiene che le origini della molokhia risalgano all'antico Egitto, indicando però con questo nome un piatto a base di un'altra specie vegetale appartenente allo stesso genere, il Corchorus capsularis.
Nell'Egitto contemporaneo alla molockhia ci si riferisce anche con i nomi comuni "ortaggio dei re" o "dei faraoni"", perché si dice che Ramses II ne avesse fatto uso per riprendersi da una malattia.